# William Davenant
William Davenant, também William D'Avenant (Oxford, fevereiro de 1606 - Londres, 7 de abril de 1668) foi um poeta e dramaturgo inglês. Juntamente com Thomas Killigrew, Davenant foi uma das raras figuras do teatro renascentista inglês cuja carreira estende-se do período Carolino ao da Restauração, e que esteve em atividade antes e depois da Guerra civil inglesa e do Interregnum.